# Ахмет Делија
Ахмет Делија (алб. Ahmet Delia; Горње Преказе, 1850 — Горње Преказе, 1913) био је албански герилац са Космета и члан Призренске лиге. У албанским изворима је остао упамћен по догађају из Првог балканског рата, када се истакао у борбама против војске Краљевине Србије, у родном селу Горње Преказе, које је тада било у саставу Османског царства.

## Биографија
Рођен је у селу Преказе, у Дреничком крају (тада Османско царство), његов отац Дели Прекази био је један од оснивача призренске лиге. По избијању Првог балканског рата крајем 1912, Ахмет Делија је постао активан ратујући против војске Краљевине Србије.
У албанским изворима је описан догађај из маја 1913. године, када је српска војска ушла у Горње Преказе. По овим изворима, 13 српских војника је ушло у село и почело пљачкати албанске куће и малтретирати мештане, али су их Делија, његов син и још један Албанац успели савладати, при чему су убили 12 војника а једног су заробили и потом пустили да пренесе поруку краљу Петру Карађорђевићу. Делија је током ових борби рањен и умро је касније тог дана.

## После смрти
На обележавању 100-годишњице од погибије Ахмета Делије, 8. маја 2013. године у Преказима му је откривена статуа.